# Maurizio Ceresoli
Maurizio Ceresoli (ur. 25 maja 1983 roku w Modenie) – włoski kierowca wyścigowy.

## Kariera
Ceresoli rozpoczął karierę w międzynarodowych wyścigach samochodowych w 2002 roku od startów we Włoskiej Formule Ford 1600, gdzie sześciokrotnie stawał na podium, w tym raz na jego najwyższym stopniu. Zdobył tytuł wicemistrza serii. W późniejszych latach Włoch pojawiał się także w stawce Formuły Ford 1800 Sardinia Master, Memorial Angelo Rossi, Włoskiej Formuły Ford 1800, Włoskiej Formuły 3, Endurance Touring Car Series, World Touring Car Championship oraz European Touring Car Cup.
W World Touring Car Championship Włoch startował w latach 2006-2007 z brytyjską ekipą GR Asia. Jednak nigdy nie zdobywał punktów. Podczas pierwszego wyścigu brytyjskiej rundy w sezonie 2007 uplasował się na czternastej pozycji, co było jego najlepszym wynikiem w mistrzostwach.